# Nazionale femminile di pallacanestro della Lituania
La nazionale di pallacanestro femminile della Lituania è la selezione delle migliori giocatrici di nazionalità lituana, viene gestita dalla LBBF, e rappresenta la Lituania ai tornei internazionali di pallacanestro per nazioni gestiti dalla FIBA.
L'attuale allenatore è Algirdas Paulauskas.

## Storia

La Nazionale all'Europeo 1938.

### Nazionale lituana (1938-1950)
Questa nazionale partecipò, quando la Lituania era ancora nazione indipendente, all'Europeo 1938, vincendo la medaglia d'argento.

### Nazionale URSS (1950-1992)
Dopo che la Lituania venne inglobata nell'URSS, molti giocatotrici lituane fecero parte della nazionale di pallacanestro sovietica.

### Nazionale lituana (dal 1992)
Nel 1990, dopo il crollo del muro di Berlino, la Lituania ottenne l'indipendenza dall'Unione Sovietica, e pertanto, si riformarono le sue nazionali sportive.
La prima manifestazione, a cui la riformata nazionale di pallacanestro partecipò, fu il Campionato Mondiale del 1998.
Le uniche medaglie vinte sono state tutte agli Europei: un oro ed un argento.
Sempre agli Europei, ha ottenuto il 9º posto all'ultima edizione.

## Piazzamenti
Mondiali
- 1998 - 6°
- 2002 - 11°
- 2006 - 6°

Europei
- 1938 -  2°
- 1995 - 5°
- 1997 -  1°
- 1999 - 6°
- 2001 - 4°
- 2005 - 4°
- 2007 - 6°
- 2009 - 9°
- 2011 - 7°
- 2013 - 13°
- 2015 - 8°

## Formazioni

### Mondiali
Campionato mondiale femminile di pallacanestro 19984 Valentienė, 5 Brazdeikytė, 6 Aleliūnaitė, 7 Štreimikytė, 8 Kalesinskaitė, 9 Kreivytė, 10 Berūkštienė, 11 Jodeikaitė, 12 Vilutytė, 13 Dambrauskaitė, 14 Tuomaitė, 15 Kurtinaitienė,        All. Vydas Gedvilas
Campionato mondiale femminile di pallacanestro 20024 Žemantauskaitė, 5 Brazdeikytė, 6 Šulčiūtė, 7 Valužytė, 8 Čiūdarienė, 9 Kreivytė, 10 Nikonovaitė, 11 Baranauskaitė, 12 Kuktienė, 13 Dambrauskaitė, 14 Naidėnienė, 15 Marčauskaitė,        All. Vydas Gedvilas
Campionato mondiale femminile di pallacanestro 20064 Čiūdarienė, 5 Brazdeikytė, 6 Rinkevičiūtė, 7 Štreimikytė, 8 Bimbaitė, 9 Valentienė, 10 Briedytė, 11 Razmaitė, 12 Kuktienė, 13 Valužytė, 14 Šulčiūtė, 15 Petronytė,        All. Algirdas Paulauskas

### Europei
Campionato europeo femminile di pallacanestro 1938Astrauskaitė, Didžiulytė, Jazbutienė, Radziulytė, Karumnaitė, Makūnaitė, Markevičienė, Miuleraitė, Vailokaitytė, Vaškelytė, All. Phil Krause
Campionato europeo femminile di pallacanestro 19954 Jutelytė, 5 Jodeikaitė, 6 Galdikienė, 7 Štreimikytė, 8 Aleliūnaitė, 9 Berūkštienė, 10 Zakalskienė, 11 Kaušaitė, 12 Vilutytė, 13 Dambrauskaitė, 14 Tuomaitė, 15 Kurtinaitienė,        All. -
Campionato europeo femminile di pallacanestro 19974 Petronytė, 5 Brazdeikytė, 6 Aleliūnaitė, 7 Štreimikytė, 8 J. Kaušaitė, 9 Kreivytė, 10 A. Kaušaitė, 11 Jutelytė, 12 Baranauskaitė, 13 Dambrauskaitė, 14 Vilutytė, 15 Kurtinaitienė,        All. Vydas Gedvilas
Campionato europeo femminile di pallacanestro 19994 Kinkevičienė, 5 Brazdeikytė, 6 Aleliūnaitė, 7 Štreimikytė, 8 Kalesinskaitė, 9 Kreivytė, 10 Berūkštienė, 11 Jodeikaitė, 12 Jonkutė, 13 Dambrauskaitė, 14 Vilutytė, 15 Kurtinaitienė,        All. Vydas Gedvilas
Campionato europeo femminile di pallacanestro 20014 Valentienė, 5 Brazdeikytė, 6 Bimbaitė, 7 Kuktienė, 8 Čiūdarienė, 9 Nikonovaitė, 10 Berūkštienė, 11 Baranauskaitė, 12 Aleliūnaitė, 13 Dambrauskaitė, 14 Vilutytė, 15 Kurtinaitienė,        All. Vydas Gedvilas
Campionato europeo femminile di pallacanestro 20054 Pacauskienė, 5 Brazdeikytė, 6 Margevičiūtė, 7 Kaušaitė, 8 Bimbaitė, 9 Valentienė, 10 Briedytė, 11 Baranauskaitė, 12 Kuktienė, 13 Valužytė, 14 Šulčiūtė, 15 Marčauskaitė,        All. Algirdas Paulauskas
Campionato europeo femminile di pallacanestro 20074 Pacauskienė, 5 Brazdeikytė, 6 Sauliūtė, 7 Petronytė, 8 Čiūdarienė, 9 Valentienė, 10 Briedytė, 11 Vengrytė, 12 Kuktienė, 13 Valužytė, 14 Šulčiūtė, 15 Marčauskaitė,        All. Algirdas Paulauskas
Campionato europeo femminile di pallacanestro 20094 Žygelytė, 5 Sauliūtė, 6 Pacauskienė, 7 Bimbaitė, 8 Čiūdarienė, 9 Valentienė, 10 Staugaitienė, 11 Petronytė, 12 Paugaitė, 13 Valužytė, 14 Šulčiūtė, 15 Rickevičiūtė,        All. Algirdas Paulauskas
Campionato europeo femminile di pallacanestro 20114 Gutkauskaitė, 5 Sauliūtė, 6 Solopova, 7 Bimbaitė, 8 Čiūdarienė, 9 Valentienė, 10 Kvederavičiūtė, 11 Petronytė, 12 Paugaitė, 13 Valužytė, 14 Šulčiūtė, 15 Sipavičiūtė,        All. Algirdas Paulauskas
Campionato europeo femminile di pallacanestro 20134 Gutkauskaitė, 5 Nacickaitė, 6 Visgaudaitė, 7 Kvederavičiūtė, 8 Pikčiūtė, 9 Žemantauskaitė, 10 Grigalauskytė, 11 Paugaitė, 12 Marčauskaitė, 13 Petronytė, 14 Vengrytė, 15 Šikšniūtė,        All. Algirdas Paulauskas
Campionato europeo femminile di pallacanestro 20154 Gutkauskaitė, 5 Okockytė, 6 Nacickaitė, 7 Solopova, 10 Grigalauskytė, 11 Petronytė, 12 Kuktienė, 13 Linkevičienė, 14 Šikšniūtė, 16 Visgaudaitė, 22 Alminaitė, 92 Skadaitė,        All. Algirdas Paulauskas

## Nazionali giovanili
- Selezioni giovanili della nazionale femminile di pallacanestro della Lituania